# 吳良
吳良（1323年—1381年），初名國興，赐名良，安徽定远人，明初军事将领。

## 生平
吳良早年与弟吴禎一同跟从朱元璋起兵濠梁。吳良善于水战，并时常进行侦查活动。其接连攻下太平，溧水、溧陽、集慶。后跟随徐达攻下镇江、常州、丹阳。与趙繼祖攻下江阴，并进行守卫。当时张士诚占据吴地，兵马粮足，因为江陰地理位置非常重要，朱元璋告诫吴良，“江阴为东南屏障，你一定要约束士兵，不要外交、不要接纳流亡者、不要贪小利、不要争锋，只要保境安民就可以了”。吴良听命，并修筑防御设施，后张士诚大举进攻，吴良妥善布兵，大败张士诚。当时朱元璋在楚地和陳友諒交战，金陵则非常空虚。然而张士诚却不敢北上进攻，是因为吴良在江阴的牢固屏障部署。
吳良性情平和节俭，对声色利好没有追求。其经常夜宿城楼，枕着刀戈过夜。其以战时状态训练部队。空闲时则经常宴请儒生讲授经史，创建新学。进行屯田并减少赋税。朱元璋经常称赞其“保障一方，我没有东面的忧患，你的功劳最大，車馬珠玉都不足以表彰你的功劳。”命宋濂等人写诗文赞扬他。后来吳良发兵攻取泰州。张士诚再出战进攻镇江。吳良进行镇守、朱元璋亲自督軍。后张士诚部队失败逃跑，吳良出兵夹击，活捉两千人。朱元璋叹曰：“吳良，你真的是当今的吳起啊！”后来吳平加官为昭勇大將軍、蘇州衛指揮使，移师苏州，后到全州。洪武三年進都督同知，封江陰侯。
后来吳良出兵征讨靖州、綏寧等地。有一女，为齐王朱榑妃，吴良因此受命前往青州，建造王府，但吴良的女儿没有嫁过去就死了。洪武十四年吴良死于青州，年五十八。追赠江國公，諡襄烈。其子吳高亦善用兵，永樂時稱病不朝，遭貶為庶人。吴高的一个侄女为朱元璋第十二子朱柏王妃。

## 其他
吴良墓和吴祯墓位于江苏省南京市，为南京市文物保护单位。
　　